# Mario Kummer
Mario Kummer (n. 6 mai 1962, Suhl, Republica Democrată Germană, Germania) este un ciclist de performanță ce a reprezentat Germania, medaliat olimpic. A participat la o ediție a Jocurilor Olimpice (1988) în care a câștigat o medalie de aur.